# Soutěž Long–Thibaud–Crespin
Mezinárodní hudební soutěž Long–Thibaud–Crespin francouzsky Concours Long–Thibaud–Crespin je mezinárodní hudební soutěž klasické hudby v oborech klavír, housle a klasický zpěv, která se koná ve Francii od roku 1943.

## Soutěž
Soutěž iniciovala klavíristka Marguerite Longová a houslista Jacques Thibaud. Thibaud zemřel v roce 1953, Longová 1966. Do roku 2011 byla soutěž určena pouze pro obory kategorie klavír a housle a byla známa jako Soutěž Marguerite Longové–Jacquese Thibauda. V témže roce byla na počest francouzské sopranistky Régine Crespinové (1927–2007) soutěž a název rozšířena o kategorii klasického zpěvu.

## Porota
Předsedou poroty houslové byl od roku 1993 Yehudi Menuhin, a to až do své smrti roku 1999. Současným předsedou poroty je Salvatore Accardo. Roku 2007 porotě klavírní části předsedal Aldo Ciccolini.